# Marie Adrien Perk
Marie Adrien Perk (Delft, 23 april 1834 - Amsterdam, 15 december 1916) was een Nederlands theoloog, predikant en schrijver.

## Familie
Perk, een lid van de familie Perk, trouwde in 1857 met Justine Georgette Caroline Clifford Kocq van Breugel (1835-1900). Een van hun kinderen was de dichter Jacques Perk, een voorloper van de beweging van Tachtig in de Nederlandse literatuur. Jacques' zuster Catherine Henriette trouwde in 1886 met Meinhard Voûte (1851-1933). Uit dit huwelijk werd in 1887 Edward Voûte geboren, die tijdens de Tweede Wereldoorlog burgemeester van Amsterdam zou worden. Catherine Henriette en Meinhard scheidden in 1911. In 1912 hertrouwde ze met Charles Marius van Deventer (1860-1931), lid van Flanor en schrijver in De Nieuwe Gids. Betsy Perk was een zus van Marie Adrien.

## Loopbaan
Perk studeerde theologie aan de Utrechtse universiteit en werd in 1855 proponent bij de Waalse kerk in Dordrecht. De Waalse kerken zijn een aparte groep kerken, toen binnen de Nederlandse Hervormde Kerk, nu binnen de Protestantse Kerk in Nederland, waar Frans de voertaal is. Perk bleef daar dertien jaar.
Hij vertrok na zijn periode te Dordrecht in 1868 naar de Waalse gemeente in Breda en diende ten slotte vanaf 1872 de Waalse Kerk in Amsterdam.
Perk was sterk maatschappelijk betrokken. In Dordrecht trad hij op als president van de door hem in het leven geroepen choleracommissie, toen daar in 1866 en 1867 een epidemie heerste. In 1867 richtte hij een plaatselijke Vereeniging tot Bevordering der Volksgezondheid op. Daarnaast was hij lid van het bestuur van het departement Dordrecht der Maatschappij tot Nut van 't Algemeen, van het letterkundig genootschap Diversa sed Una en van de Dordtse afdeling van de Hollandsche Maatschappij van Fraaie Kunsten en Wetenschappen.
In Breda was Perk medeoprichter en president van het Sint Nicolaas Comité. Toen in 1870 het leger gemobiliseerd werd en vele gezinnen van militairen verlaten achterbleven, gaf hij de aanzet tot de oprichting van een Comité tot ondersteuning van achtergelaten betrekkingen van gemobiliseerde militairen, waarvan hij het vicepresidentschap op zich nam. Verder was Perk medestichter en bestuurssecretaris van het Bredase Comité van het Rode Kruis. In die functie ondernam hij met de president, admiraal Gerhard Christiaan Coenraad Pels Rijcken een moeizame reis naar Metz met een konvooi levens- en verplegingsmiddelen, onmiddellijk na de capitulatie van die vesting in de Frans-Duitse Oorlog. Hij bleef hier op uitnodiging van het Nederlandse Hoofdcomité van het Rode Kruis enige tijd om de godsdienstige belangen van de protestantse zieken en gewonden te behartigen. Hij deed later verslag van zijn ervaringen in de brochure Een bezoek te Metz in November 1870: Ontmoetingen en indrukken, opgedragen aan koningin Sophie der Nederlanden. Na zijn terugkeer hield Perk op verschillende plaatsen voordrachten over zijn verblijf te Metz en zijn werkzaamheden aldaar om geld op te halen voor de slachtoffers van de oorlog.
In 1871 organiseerde de Vereniging het Metalen Kruis een herdenkingsfeest ter herinnering aan de Tiendaagse Veldtocht. Bij die gelegenheid werden de stoffelijke resten van de bij de belegering van de Citadel van Antwerpen gesneuvelde Nederlanders herbegraven op het kerkhof te Ginneken. Perk schreef het bijbehorende herdenkingsboek Een réunie en ... een uitvaart. In 1874 werd in Ginneken een citadelmonument onthuld. Perk schreef een tweede gedenkboek, Het citadel-monument te Ginneken, dat echter pas in 1876 uitkwam. De opbrengst was bestemd voor een monument ter ere van de in Atjeh gevallen militairen.
In Amsterdam was Perk drie jaar lang president van de ‘Vereeniging tot Veredeling van het Volksvermaak’; hij was ook actief in de commissie die in samenwerking met de ‘Maatschappij voor den Werkenden Stand’ kunstavonden en voordrachten voor het volk organiseerde. Hij was een van de oprichters van de ‘Vereeniging Floralia’, die aan de arbeiders liefde voor het kweken van bloemen en planten probeerde bij te brengen. Perk was in 1880-81 algemeen voorzitter van de Maatschappij tot Nut van 't Algemeen; ook was hij bestuurslid van de Amsterdamse afdeling van de Hollandsche Maatschappij van Fraaie Kunsten en Wetenschappen, bestuurslid van Het Witte Kruis en secretaris van het Tooneelverbond. Hij was in 1876 medeoprichter en later jarenlang voorzitter van de ‘Vereeniging tot Verbetering van het Lot der Blinden in Nederland’. In 1881 richtte hij samen met onder andere Abraham Kuyper, Jacobus Anthonie Fruin en Gerard Jacob Theodoor Beelaerts van Blokland de Nederlandsch-Zuid-Afrikaansche Vereeniging op, die Transvaal en Oranje Vrijstaat steunde tijdens de Boerenoorlogen.
In 1882 werd opnieuw de val van de Citadel van Antwerpen herdacht. Perk was vicepresident van de commissie die de Citadelfeesten in Amsterdam organiseerde. Hij schreef wederom een gedenkboek, Het laatste bedrijf: De Citadelfeesten in November-December 1882, uitgegeven op kosten van het Departement van Oorlog. In 1887 werd hij voorzitter van de Algemene Synode van de Nederlandse Hervormde Kerk, een functie die hij bekleedde tot aan zijn emeritaat in juni 1900.
Perk kwam graag in La Roche-en-Ardenne. In de zomer van 1879 verbleef hij er enkele dagen, samen met zijn echtgenote en zijn kinderen. Zijn zoon Jacques leerde er Mathilde Thomas kennen, aan wie hij na zijn reis meer dan honderd sonnetten zou wijden. M.A. Perk beschreef La Roche in zijn reisgids In de Belgische Ardennen van 1882. Uit dankbaarheid voor de toename van het toerisme die deze vermelding opleverde, werd in 1912 een monument voor Perk opgericht, in de vorm van een houten bank rond een brok natuursteen, waarin een tekst uit de Franstalige editie van de reisgids was gebeiteld. In 1933 werd aan de achterkant van de steen een zin uit een brief van Jacques Perk aangebracht: ‘Ik ijl naar mijn geliefde, de lustige Ourthe, die mij schaterend opvangt.’
Perk overleed op 15 december 1916 in Amsterdam en werd begraven op de Nieuwe Oosterbegraafplaats in hetzelfde graf als zijn zoon Jacques.
Bij Koninklijk Besluit van 31 augustus 1898 werd Perk benoemd tot commandeur in de Orde van de Nederlandse Leeuw. In 1877 werd hij benoemd tot Ridder en in 1885 tot Officier in de Orde van de Eikenkroon. In 1896 ontving hij de Orde van Verdienste van Adolf van Nassau.

## Werk als schrijver

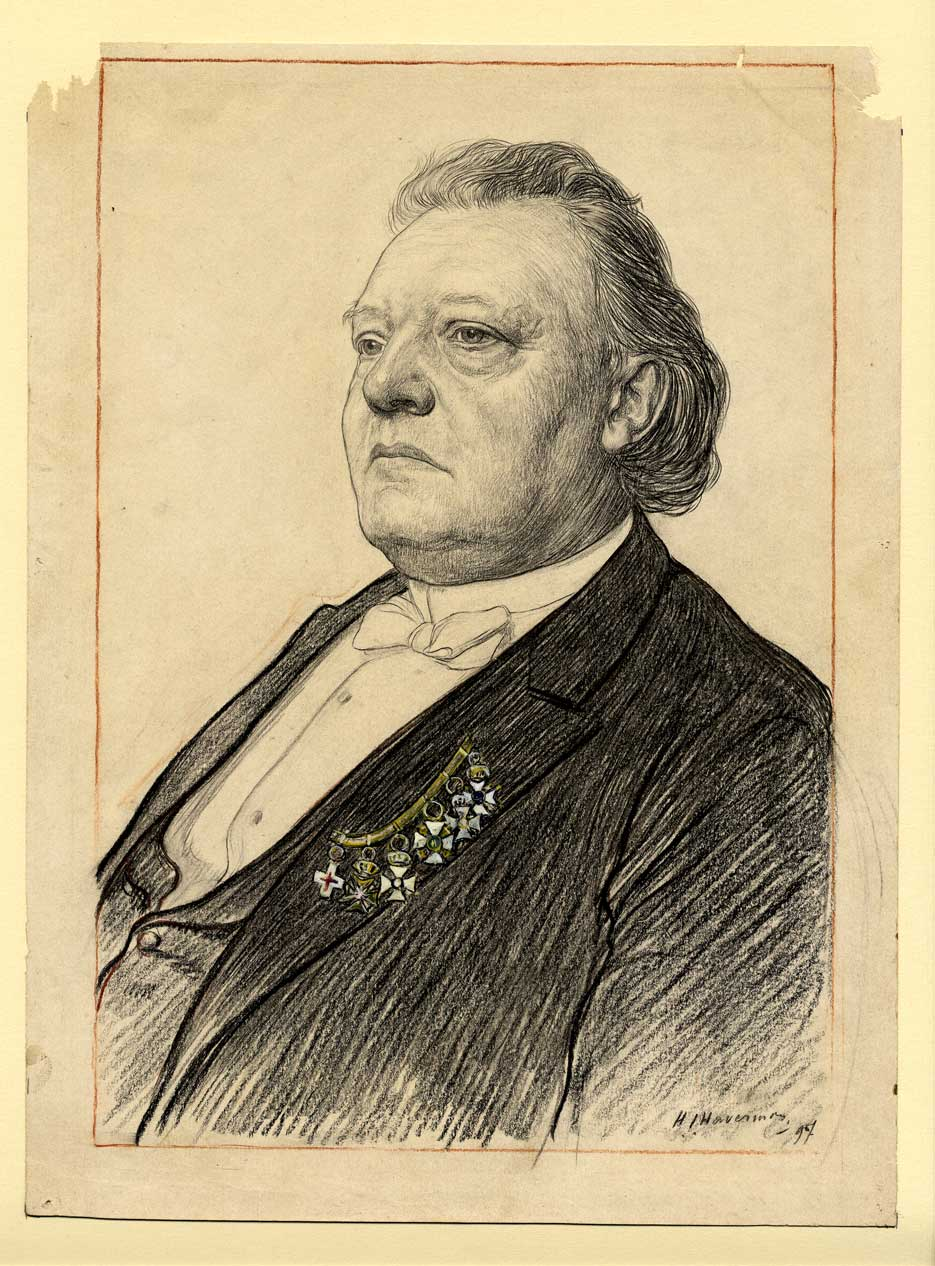
M.A. Perk getekend door H.J. Haverman (1897)

Op letterkundig gebied verschenen van de hand van Perk verschillende opstellen in De Gids, De Tijdspiegel, Nederland, Leeskabinet, Tijdstroom, Europa, Elseviers Maandschrift, De Nederlandsche Spectator, Eigen Haard, de Portefeuille, Nieuw en Oud, Gustaaf Adolf, het tijdschrift van het Koninklijk Nederlands Aardrijkskundig Genootschap en het Bulletin de la Commission de l'Histoire des Eglises Wallonnes; verder in verschillende dag- en weekbladen, in almanakken en verzamelingen van stichtelijke literatuur.
In De kerk en het tooneel (1876) behandelt hij de soms moeizame relatie tussen de kerken en de schouwburg.
Perk reisde veel. De neerslag vindt men in zijn reisverslagen (zoals Uit Opper-Italië uit 1864) en reisgidsen (zoals Schetsen uit Luxemburg uit 1880 en In de Belgische Ardennen uit 1882).
De geschriften van Perk over het toneel en de Ardennen leverden hem een plaatsje op in het ‘Predikanten-lied’ van Cornelis Paradijs uit 1885:
Zelfs het wufte schouwtooneel
Kreeg van dominé's zijn deel:
Daarvan maakt toch M.A. Perk
Wel wat al te veel zijn werk.
Maar goddank! hem doen de Ardennen
Als beschrijvend dichter kennen,-
Ook als dichterlijk beschrijver
Is hij lang geen achterblijver.

## Keuze uit zijn oeuvre
- 1860. Beknopte geschiedenis van het Protestantisme: Een huis -en handboek. Met voorrede van Bernard ter Haar.
- 1864. Uit Opper-Italië.
- 1871. Een bezoek te Metz in November 1870: Ontmoetingen en indrukken.
- 1871. Een réunie en ... een uitvaart.
- 1874. Strijders. Toespraak gehouden in het Kamp van Milligen in september 1874 (drie herdrukken).
- 1875. Zes jaren in Tripoli in Barbarije. Uit de gedenkschriften eener Nederlandsche vrouw.[11]
- 1876. De kerk en het tooneel.
- 1876. Het citadel-monument te Ginneken.
- 1880. Schetsen uit Luxemburg (later in het Frans vertaald, drie drukken).
- 1882. In de Belgische Ardennen (vier drukken).
- 1883. Het laatste bedrijf: De Citadelfeesten in November-December 1882.
- 1885. Une visite à Mondorf-les-Bains. Luxembourg. Guide au Baigneur et au Touriste (twee drukken).
- 1885. La révocation de l'Edit de Nantes et ses conséquences pour les Eglises Wallonnes. Discours pour l'ouverture de la Réunion des Députés des Eglises Wallonnes à la Haye le 15 juin 1885 (later in het Nederlands vertaald onder de titel De herroeping van het edict van Nantes).
- 1885. Wandelingen in de provincie Antwerpen.
- 1886. De tooneelarbeid eener non uit de tiende eeuw.
- 1887. De troubadours.
- 1888. Uit vervlogen eeuwen, in Oost en West.
- 1888. Der Waldenzen glorierijke terugkeer in hunne valleien (16/27 Augustus 1689) na twee eeuwen herdacht.
- 1892. Luxemburgiana.